# Costa del Coromandel
La costa del Coromandel è il nome dato a una frangia costiera del sud-est della penisola indiana, negli stati del Tamil Nadu e dell'Andhra Pradesh. Il nome deriva dall'occidentalizzazione della parola Chola mandalam, vale a dire la regione (mandalam) dei Chola.
Storicamente la costa del Coromandel si riferisce al tratto di costa tra Capo Calimere (Kodikkarai), vicino al delta del fiume Kaveri, fino alla foce del fiume Krishna.

## Storia
Il Coromandel costituì nell'epoca moderna una delle porte d'accesso al subcontinente indiano da parte degli europei. Alla fine del 1530 la costa ospitava tre insediamenti portoghesi a Nagapattinam, São Tomé de Meliapore e Pulicat. Nel XVII e XVIII secolo, la costa di Coromandel fu teatro di rivalità tra le potenze europee per il controllo del commercio indiano. Gli inglesi si stabilirono a Fort St George (Madras) e Masulipatnam, gli olandesi a Pulicat, Sadras e Covelong, i francesi a Pondicherry, Karaikal e Nizampatnam, i danesi a Dansborg e a Tharangambadi. Gli inglesi ottennero progressivamente il predominio sulla costa e su tutto il subcontinente, anche se la Francia mantenne le minuscole enclave di Pondichéry e Karaikal fino al 1954.